# Zirc
Zirc je mesto na Madžarskem, ki upravno spada pod podregijo Zirci Županije Veszprém.